# Crise du secteur social et médico-social en France
La crise du secteur social et médico-social en France, bien que relativement ancienne, est évoquée de façon plus récurrente ces dernières années par de nombreux médias de presse écrite et audiovisuelle[réf. nécessaire] qui relatent, depuis le début de la pandémie de Covid-19, un manque d'équipement et de personnel spécialisé dans de nombreuses structures sociales et médico-sociales chargées d'accueillir, de prendre en charge et d'héberger les personnes âgées, handicapées ou en difficulté en France.

## Contexte actuel
Un article de Solène Cordier et Claire Ané, publié dans le journal Le Monde, en octobre 2022, relate que le malaise au niveau des professionnels du secteur social et médico social (évoqué sous le terme « care »), n'est pas nouveau mais qu'il a gagné en intensité depuis la crise liée à la pandémie de Covid-19. Cet article relate également une manifestation organisée devant le ministère des affaires sociales à Paris le 29 septembre 2022, présentant une « affluence inédite », de la part de ceux qui prennent soin des autres. Selon ces journalistes les manifestants revendiquent une « reconnaissance » des pouvoirs publics, terme qui revient comme un leitmotiv.
Dans ce même quotidien d'information nationale, la journaliste Sabrina El Mosselli avait déjà évoqué, en février de la même année, une manifestation de ces mêmes personnels à Paris, précisant qu'une précédente manifestation avait déjà rassemblé Le 7 décembre 2021, 60 000 professionnels de ce secteur à manifester en France et 8 000 à Paris. À cette époque, ces personnels considéraient avoir été les oubliés du Ségur de la santé (qui s'était déroulé entre mai et juillet 2020) et demandaient la revalorisation de leurs métiers.

## Tentatives de solution politique

### Le rapport Piveteau
Le 18 février 2022 une grande Conférences des métiers de l'accompagnement social et médico-social réunit autour du Premier ministre tous les partenaires sociaux, le but de cette réunion étant de tenter de sauver une filière en crise, l'ancien Directeur de la CNSA Denis Piveteau remet au gouvernement remet au Gouvernement son rapport « Experts, acteurs, ensemble… pour une société qui change ». Le conseiller d'état préconise un « bouleversement sociétal » qui nécessite, selon lui, une démarche d'innovation sociale. Au travers de quatre agendas, il propose des objectifs à court, moyen et long terme dont la « transformation inclusive du cadre de vie collectif », le « renforcement des habiletés professionnelles », la « transformation des organisations de travail » et de « nouvelles règles d'allocation des ressources ». Le premier ministre de l'époque, Jean Castex annonce, entre autres, en avril 2022 la mise en place d'un comité des métiers socio-éducatifs afin de « consolider la filière »,[source secondaire nécessaire].

## Conséquences
Selon une estimation de septembre 2022 publié par Nexem (nouvelle organisation professionnelle des employeurs du secteur social, médico-social et sanitaire), dans ce secteur qui concerne l'aide aux enfants en danger, aux personnes handicapées ou âgées ou encore aux sans-abri ou aux femmes victimes de violences, au moins 50 000 postes sont vacants, sur 850 000 au total. Dans le secteur de l'aide aux enfants en danger, les listes d'attente s'allongent également et lorsqu'un juge ordonne une mesure éducative pour un mineur, celle-ci ne peut pas être exécutée rapidement par, manque de professionnels spécialisés[source secondaire nécessaire].